# Parlamentsvalget i Andorra 2015
Parlamentsvalget i Andorra 2015 blev afholdt i Andorra den 1. marts 2015. Trods fem mistede pladser, bevaret Demokrater for Andorra deres flertal i Consell General, de valgt 15 ud af 28 pladser.

## Valgsystemet
De 28 medlemmer af Consell General er blevet valgt ved to metoder; 14 medlemmer blev valgt i to-mands valgkredse baseret på de syv sogne i landet, mens de resterende 14 blev valgt i en enkelt landsdækkende valgkredse ved forholdstalsvalg.

## Resultat
| Parti                                                                     | Valgkredse | Valgkredse | Valgkredse | PR      | PR    | PR       | Total Mandater | +/– |
| Parti                                                                     | Stemmer    | %          | Mandater   | Stemmer | %     | Mandater | Total Mandater | +/– |
| ------------------------------------------------------------------------- | ---------- | ---------- | ---------- | ------- | ----- | -------- | -------------- | --- |
| Demokratier for Andorra[a]                                                | 5,662      | 39.36      | 10         | 5,448   | 37.03 | 5        | 15             | –5  |
| Det Liberale Parti[b]                                                     | 3,962      | 27.54      | 4          | 4,073   | 27.68 | 4        | 8              | Nyt |
| PS+VERDS+IC+Uafhængige                                                    | 3,393      | 23.59      | 0          | 3,462   | 23.53 | 3        | 3              | –3  |
| Social Demokrati og Fremskridt                                            | 1,367      | 9.50       | 0          | 1,728   | 11.74 | 2        | 2              | Nyt |
| Ugyldige/blanke stemmer                                                   | 1,689      | –          | –          | 1,373   | –     | –        | –              | –   |
| Totalt                                                                    | 16,073     | 100        | 14         | 16,084  | 100   | 14       | 28             | 0   |
| Registrerede vælgere/deltagelse                                           | 24,512     | 65.57      | –          | 24,512  | 65.61 | –        | –              | –   |
| Kilde: Elections Andorra Arkiveret 23. september 2015 hos Wayback Machine |            |            |            |         |       |          |                |     |

^ Demokrater for Andorra var i alliance med Forenet For Fremskridt in Encamp, Kommunal Aktion Ordino i Ordino, Massana Bevægelsen i La Massana, og Koalitionen af Uafhængige i Andorra la Vella.
^ Det Liberale Parti var i alliance med uafhængighed kandidater i Encamp, Ordino og La Massana, og med Lauredian Unionen i Sant Julià de Lòria.